# Ayesha: el retorno de Ella
Ayesha: el retorno de Ella (Ayesha: the return of She) es el segundo libro de la tetralogía de Ayesha o Ella, mujer inmortal del escritor inglés H. Rider Haggard. Este segundo libro se publicó en 1905. 

## Sinopsis
En la obra, Leo Vincey y Horace Holly, en un viaje al Tíbet se reencuentran con la que creían muerta: Ayesha.
Leo y Holly, mediante un sueño que Ayesha provoca en Leo, viajan rumbo a Asia hacia un reino perdido llamado Kaloon. En este pequeño reino encuentran a la Khania Atena (reencarnación de Amenartas, la princesa egipcia que esposó a Calícrates, a su vez antepasado de Leo) que trata de entorpecer su llegada al Templo de la Montaña o de la Hesea, donde una Ayesha reencarnada en el cuerpo de una vieja sacerdotisa espera. Finalmente logran encontrarse y Ayesha se muestra de nuevo, gracias al amor de Leo, en todo su esplendor. En este viaje hacia Oriente conocerán a un peculiar monje tibetano que vivió otra vida en tiempos de Alejandro Magno, el enloquecido esposo de Atena, el Kan, y los misterios del fuego de la montaña.
A pesar de ser el segundo libro de la tetralogía, es en realidad el final de la historia que envuelve a los protagonistas desde el Antiguo Egipto.